# 젬 이을마즈
젬 이을마즈(Cem Yılmaz, 1973년 4월 23일 ~ )는 터키의 코미디언이자 배우이다.

## 주요 출연 작품
- A.R.O.G(2008)
- 야흐시 바티 (2010)
- 메그니피센트 프레즌스(2012)
- 워터 디바이너 (2014)